# Graphonema parafricana
Graphonema parafricana is een rondwormensoort uit de familie van de Chromadoridae. De wetenschappelijke naam van de soort is voor het eerst geldig gepubliceerd in 1958 door Gerlach.